# جوئل استبینز
جوئل استبینز (انگلیسی: Joel Stebbins; ۳۰ ژوئن ۱۸۷۸ – ۱۶ مارس ۱۹۶۶) دانشمند در زمینه اخترشناسی اهل ایالات متحده آمریکا بود.
وی همچنین برندهٔ جوایزی همچون مدال طلائی انجمن سلطنتی اختر شناسان، نشان هنری دراپر، جایزه رامفورد، و جایزه بروس شده‌است.